# Zmarli w maju 2013

## Maj 2013
- 31 maja
  - Jean Stapleton – amerykańska aktorka[1]
  - Tim Samaras – amerykański „łowca burz”[2]
- 30 maja
  - Rituparno Ghosh – indyjski reżyser filmowy[3]
  - Helen Hanft – amerykańska aktorka[4]
  - Arquímedes Herrera – wenezuelski lekkoatleta, sprinter[5]
  - Andrzej Nowak – polski hokeista, olimpijczyk (1984)[6]
- 29 maja
  - Andrew Greeley – irlandzko-amerykański pisarz, duchowny katolicki, socjolog, publicysta[7]
  - Taha Karimi – irańsko-kurdyjski reżyser, autor filmów dokumentalnych[8]
  - Mulgrew Miller – amerykański pianista jazzowy[9]
  - Franca Rame – włoska aktorka, polityk, feministka[10]
- 28 maja
  - Nino Bibbia – włoski bobsleista, mistrz olimpijski w skeletonie (1948)[11]
  - Małgorzata Jedynak-Pietkiewicz − polska dziennikarka muzyczna, działaczka opozycji demokratycznej w okresie PRL[12]
  - Wiktor Kulikow – radziecki dowódca wojskowy, szef Sztabu Generalnego Sił Zbrojnych ZSRR i I zastępca ministra obrony ZSRR (1971–1977), głównodowodzący Wojskami Państw Stron Układu Warszawskiego[13]
  - Henry Morgentaler – kanadyjski lekarz żydowskiego pochodzenia, orędownik prawa do aborcji[14]
- 27 maja
  - Jean Bach – amerykańska dokumentalistka nominowana do Nagrody Akademii Filmowej, miłośniczka jazzu[15]
  - György Bárdy – węgierski aktor[16]
  - Bill Pertwee – brytyjski aktor[17]
  - Little Tony – włoski piosenkarz[18]
- 26 maja
  - Clarence Burke Jr. – amerykański piosenkarz rhythm and bluesowy, muzyk grupy Five Stairsteps[19]
  - Otto Muehl – austriacki artysta, malarz, założyciel nurtu artystycznego znanego jako Akcjonizm wiedeński[20]
  - Jack Vance – amerykański pisarz[21]
- 25 maja
  - Marshall Lytle – amerykański muzyk rock and rollowy, znany ze współpracy z grupą Billa Haleya[22]
  - T. M. Soundararajan – indyjski wokalista podkładający głos w piosenkach filmowych, aktor[23]
- 24 maja
  - Ron Davies – walijski piłkarz[24]
  - Wiktor Domuchowski – gruziński fizyk, działacz polityczny[25]
  - Antonio Puchades – hiszpański piłkarz[26]
  - Ed Shaughnessy – amerykański perkusista[27]
  - Piotr Todorowski – rosyjski reżyser filmowy[28]
  - Elżbieta Wolicka-Wolszleger – polska historyk sztuki, filozof, tłumacz, artystka malarz, profesor KULu[29]
- 23 maja
  - William Demby – afroamerykański pisarz[30]
  - Georges Moustaki – francuski piosenkarz i kompozytor włosko-grecko-żydowskiego pochodzenia[31]
  - Jadwiga Pietraszkiewicz – polska śpiewaczka operowa, profesor[32]
  - Flynn Robinson – amerykański koszykarz zawodowy[33]
  - Brian Sternberg – amerykański lekkoatleta, tyczkarz[34]
- 22 maja
  - Rudi Adams – niemiecki polityk i związkowiec, deputowany krajowy i europejski[35]
  - Bill Austin – amerykański futbolista[36]
  - Henri Dutilleux – francuski kompozytor[37]
  - Brian Greenhoff – angielski piłkarz[38]
  - Mick McManus – angielski profesjonalny wrestler[39]
  - Wayne Miller – amerykański fotograf, dokumentalista, ekolog[40]
  - Richard Thorp – angielski aktor[41]
- 21 maja
  - Trevor Bolder – angielski basista rockowy, muzyk grupy Uriah Heep[42]
  - Chrystian (hrabia Rosenborga) – duński arystokrata[43]
  - Halina Kuźniakówna – polska aktorka[44]
  - Wojciech Pazdur – polski poeta, działacz niepodległościowy w latach 80. ub. wieku[45]
  - Mykoła Symkajło – ukraiński biskup greckokatolicki[46]
- 20 maja
  - Ray Manzarek – amerykański muzyk, klawiszowiec grupy The Doors[47]
  - Dominik Sucheński – polski lekkoatleta, sprinter, olimpijczyk (1952)[48]
- 18 maja
  - Aleksiej Bałabanow – rosyjski reżyser filmowy[49]
  - Steve Forrest – amerykański aktor[50]
  - Marek Jackowski – polski muzyk rockowy, kompozytor, gitarzysta, aranżer; lider grupy Maanam[51]
  - Ernst Klee – niemiecki dziennikarz i pisarz[52]
  - Lothar Schmid – niemiecki szachista[53]
  - Claramae Turner – amerykańska śpiewaczka operowa[54]
- 17 maja
  - Mack Emerman – amerykański muzyk, reżyser nagrań, założyciel Criteria Studios[55]
  - Philippe Gaumont – francuski kolarz szosowy[56]
  - Jacek Leoński – polski socjolog, profesor[57]
  - Harold Shapero – amerykański kompozytor[58]
  - Ken Venturi – amerykański golfista[59]
  - Jorge Rafael Videla – argentyński polityk, prezydent Argentyny w latach 1976–1981[60]
- 16 maja
  - Valtr Komárek – czeski ekonomista, polityk[61]
  - Maurice Marshall – nowozelandzki lekkoatleta, średniodystansowiec[62]
  - Heinrich Rohrer – szwajcarski fizyk, laureat Nagrody Nobla[63]
  - Max Schirschin – niemiecki piłkarz i trener piłkarski[64]
  - Paul Shane – brytyjski aktor[65]
  - Bernard Waber – amerykański autor i ilustrator książek dla dzieci[66]
- 15 maja
  - Noelle Barker – brytyjska śpiewaczka operowa[67]
  - Aleksiej Bołotow – rosyjski himalaista[68]
  - Marek Grzeszek – polski gitarzysta grupy Despair[69]
  - Henrique Rosa – gwinejski polityk, prezydent Gwinei Bissau w latach 2003–2005[70]
  - Joanna Szymura-Oleksiak – polska farmaceutka, profesor[71]
  - Tarsycjusz Waszecki – polski duchowny katolicki, franciszkanin, kaznodzieja, autor książek o tematyce religijnej[72]
- 14 maja
  - Mary Ward Brown – amerykańska autorka opowiadań[73]
  - Marian Jeżak – polski hokeista, olimpijczyk (1952)[74]
  - Kazimierz Kotwica – polski polityk, samorządowiec i inżynier metalurg, poseł na Sejm PRL III kadencji (1961–1965)[75]
- 13 maja
  - André Bord – francuski polityk i weteran II wojny światowej, deputowany, minister ds. kombatantów i ofiar wojny (1972–1974)[76]
  - Józef Mikos – polski prawnik i urzędnik państwowy, sędzia Sądu Najwyższego, członek Trybunału Stanu (1985–1991)[77]
  - Chuck Muncie – amerykański futbolista[78]
  - Władimir Romanowski – białoruski kajakarz[79]
  - Kenneth Waltz – amerykański badacz stosunków międzynarodowych[80]
- 12 maja
  - Judit Ágoston-Mendelényi – węgierska florecistka, medalistka olimpijska[81]
  - Olaf B. Bjørnstad – norweski skoczek narciarski[82]
  - Aleksandra Cofta-Broniewska – polska archeolog, profesor[83]
  - Paweł Podlas – polski bokser, trener[84]
  - Krystyna Śreniowska – polska historyk[85]
- 11 maja
  - Jack Butler – amerykański zawodowy futbolista[86]
  - Emmanuelle Claret – francuska biathlonistka[87]
  - Joe Farman – brytyjski geofizyk, współodkrywca dziury ozonowej[88]
  - Stephen Hyams – brytyjski wokalista, kompozytor, gitarzysta rockowy[89]
  - Henryk Mrozowski – polski szermierz, trener[90]
  - Arnold Peters – angielski aktor[91]
  - Zdeněk Škarvada – czeski wojskowy, generał lotnictwa[92]
- 10 maja
  - Marek Bahr – polski szczypiornista[93]
  - Hugh Mackay – brytyjski polityk i arystokrata, członek Izby Lordów i eurodeputowany[94]
  - Mariusz Szmyd – polski samorządowiec, wójt gminy Sanok[95]
- 9 maja
  - Cezary Chlebowski – polski historyk i publicysta[96]
  - Krzysztof Dunin-Wąsowicz – polski historyk, varsavianista, profesor zwyczajny historii[97]
  - Alfredo Landa – hiszpański aktor[98]
  - Ottavio Missoni – włoski projektant mody, lekkoatleta, olimpijczyk[99]
  - Andrew Simpson – brytyjski żeglarz sportowy, mistrz i wicemistrz olimpijski, mistrz świata[100]
  - Bronek Spigel – żydowski działacz ruchu oporu w getcie warszawskim, jeden z ostatnich żyjących uczestników powstania w getcie warszawskim[101]
  - Zdzisław Rybicki – polski samorządowiec i inżynier rolnictwa, burmistrz Zagórowa (1990–1994)[102]
- 8 maja
  - Jeanne Cooper – amerykańska aktorka[103]
  - Bryan Forbes – brytyjski aktor, reżyser filmowy[104]
  - Taylor Mead – amerykański pisarz, aktor, performer[105]
  - Wiesław Pierzchała – polski inżynier i samorządowiec, rektor Wyższej Szkoły Przedsiębiorczości i Marketingu w Chrzanowie (2011–2013)[106]
  - Geza Vermes – węgierski historyk, teolog[107]
- 7 maja
  - Ray Harryhausen – amerykański animator, twórca efektów specjalnych[108]
  - Peter Rauhofer – austriacki didżej[109]
  - Romanthony – amerykański disc jockey, producent i piosenkarz[110]
  - Olga Rusina – rosyjska pianistka[111]
  - Piotr Schulz – polski samorządowiec, burmistrz Dobrej (1994–2002), starosta turecki (2005–2006)[112]
  - Wiktor Tołkin – polski rzeźbiarz, architekt[113]
  - Aubrey Woods – brytyjski aktor[114]
- 6 maja
  - Giulio Andreotti – włoski polityk, siedmiokrotny premier Włoch[115]
  - Steve Carney – angielski piłkarz[116]
  - Steve Martland – angielski kompozytor[117]
  - Maria Okońska – polska polonistka, psycholog, współzałożycielka Instytutu Prymasa Wyszyńskiego[118]
  - Waldemar Szysz – polski malarz[119]
- 5 maja
  - Alan Arnell – angielski piłkarz[120]
  - Lotfi Dziri – tunezyjski aktor[121]
  - Wanda Kamińska – polska taterniczka[122]
- 4 maja
  - Christian de Duve – belgijski lekarz, cytolog, laureat Nagrody Nobla[123]
  - Frederic Franklin – amerykański tancerz baletowy[124]
  - Mario Machado – amerykański dziennikarz, aktor pochodzenia chińskiego, ośmiokrotny laureat Nagrody Emmy[125]
  - César Portillo de la Luz – kubański muzyk, autor tekstów, kompozytor[126]
  - Henk Waltmans – holenderski polityk, publicysta i politolog, deputowany krajowy i europejski[127]
  - Volodymyr Zinkovskyi – polski biolog, profesor Uniwersytetu Opolskiego[128]
- 3 maja
  - Cedric Brooks – jamajski saksofonista, członek grupy The Skatalites[129]
  - Brad Drewett – australijski tenisista, prezes Stowarzyszenia Tenisistów Profesjonalnych[130]
  - Chaudhry Zulfikar – pakistański prokurator, badał sprawę śmierci Benazir Bhutto[131]
- 2 maja
  - Doreen Daume – niemiecka tłumaczka literatury polskiej[132]
  - Jeff Hanneman – amerykański gitarzysta, członek grupy Slayer[133]
  - Joseph McFadden – amerykański duchowny katolicki, biskup Diecezji Harrisburg w latach 2010-2013[134]
  - Ivan Turina – chorwacki piłkarz[135]
  - John Vislocky – amerykański lekkoatleta, skoczek wzwyż[136]
- 1 maja
  - Chris Kelly – amerykański raper, członek duetu Kris Kross[137]
  - Pierre Pleimelding – francuski piłkarz, trener[138]